# 비조 (전한)
비조(非調, ? ~ ?)는 전한 후기의 관료이다.

## 생애
영광 2년(기원전 42년), 광록대부에서 대사농으로 승진하였다.
건시 4년(기원전 29년) 가을, 하수가 동군에서 범람하여 연주·예주 일대의 4개군 32개현을 덮쳤고, 토지 5만여 경(頃)·가옥 4만여 채가 침수되었다. 방책을 마련하지 못한 어사대부 윤충은 책임을 물어 스스로 목숨을 끊었고, 비조는 성제의 명으로 피해를 입은 군에 곡식을 조달하였다.

## 출전
- 반고, 《한서》 권19하 백관공경표 下·권29 구혁지

| 전임 요 | 전한의 대사농 기원전 42년 ~ 기원전 27년? | 후임 하수 |